# Notre temps (1927-1940)
Pour les articles homonymes, voir Notre temps et Temps (homonymie).
Ne doit pas être confondu avec Notre temps, magazine du groupe Bayard.
Notre temps est un périodique français fondé en 1927 par Jean Luchaire et disparu en 1940.

## Historique
Notre temps est fondé en juin 1927 sous la forme d'une revue mensuelle. Jean Luchaire bénéficie à l'origine de l'appui d'Émile Roche pour son financement . Ce dernier est pour un temps bref le codirecteur de la revue et emploie Luchaire comme rédacteur en chef de son propre périodique, La Voix. Il rompt avec Luchaire en 1928 pour des motifs financiers, lui reprochant d'avoir utilisé les fonds versés pour ces journaux pour ses besoins personnels. Luchaire, ayant besoin d'argent, se met en 1928-1929 au service du ministère des Affaires étrangères qui le subventionne. Ce périodique, dès lors, soutient la politique de paix prônée par Aristide Briand : entreprendre la création de l'Europe culturelle, économique puis politique.
Outre son créateur, l'équipe est formée notamment de Jacques Chabannes, rédacteur en chef, Pierre Brossolette et Guy Crouzet (secrétaires généraux). De nombreux contributeurs participent à la rédaction et notamment Bertrand de Jouvenel, André Weil-Curiel, Pierre Mendès France, Daniel-Rops, Steve Passeur (chronique sportive) , Jean Sarment, Marcel Achard, Marcel Arland et même pour un article sur la paix H. G. Wells.
En 1930, il devient hebdomadaire et certains numéros paraissent également sous le titre La Jeune Europe.
Luchaire rencontre en 1930 l'Allemand Otto Abetz, ce qui a eu un impact décisif sur sa revue qui va prôner un rapprochement franco-allemand de plus en plus inconditionnel et va soutenir les vues des gouvernements allemands, même après l'arrivée au pouvoir d'Hitler en 1933.
Le 18 janvier 1931, Notre temps publie un manifeste contre les excès du nationalisme, pour l'Europe et pour l’entente franco-allemande signés par 186 intellectuels.
Le journal devient quotidien du 26 septembre 1933 au 8 novembre 1934, avant de redevenir hebdomadaire. La même année, l'équipe initiale se sépare, Pierre Brossolette et Jacques Chabannes ne voulant pas continuer à travailler à un journal qui se veut européen « à n’importe quel prix », entraînant avec eux Daniel-Rops, Pierre Mendès France, Louis Martin-Chauffier, Maurice Schumann. Ils sont remplacés par Paul Marion et Guy Crouzet.
Après une interruption entre juillet 1939 et mars 1940, le périodique cesse définitivement sa parution le 5 juin 1940 quelques jours avant l'entrée des troupes allemandes dans Paris.
Le 1er novembre, Jean Luchaire lance un quotidien intitulé Les Nouveaux Temps qui paraîtra jusqu'au 17 août 1944 et deviendra un des outils de propagande de la Collaboration.

## Périodicité
- Mensuel du 20 juin 1927 (no 1) au 1er novembre 1929 (no 29) ;
- Bimensuel du 1er décembre 1929 (no 1 nouvelle formule) au 15 juin 1930 (no 14) ;
- Hebdomadaire du 29 juin 1930 (no 15) au 10 septembre 1933 (no 211) ;
- Quotidien du 26 septembre 1933 au 8 novembre 1934
- Hebdomadaire de novembre 1934 au 5 juin 1940 (no 1026).

Source : Notice BNF